# Aiello del Friuli
Pour les articles homonymes, voir Aiello.
Aiello del Friuli (Daèl, en frioulan) est une commune italienne de la province d'Udine, dans la région Frioul-Vénétie Julienne.

## Géographie
Aiello del Friuli est située à 450 km au nord de Rome, à 45 km au nord-ouest de Trieste, à 28 km au sud-est de Gorizia, 25 km au sud-est d'Udine et à 15 km au nord-ouest de Monfalcone. Elle fait partie de la région agraire no 11 Bassa Friulana et de la zone de la minorité linguistique frioulane. La commune est en plaine, avec une altitude variant entre 10 m et 23 m. Le centre du village est à 17–18 m d'altitude.
À l'heure d'hiver, Aiello del Friuli appartient au fuseau horaire Heure normale d'Europe centrale (HNEC) (UTC+1), et au fuseau horaire Heure avancée d'Europe centrale (HAEC) (UTC+2) à l'heure d'été.
La commune est classée en zone de sismicité 3 (faible). Du point de vue climatique, elle est en zone E, avec 2 268 degrés jour unifiés.
La source de l'Ausa est située, traditionnellement, dans le périmètre de la commune, au pont de Novacco.

### Communes limitrophes
La municipalité est limitrophe avec les communes de Bagnaria Arsa (frioulan Bagnarie), Campolongo Tapogliano (frioulan Cjamplunc), Cervignano del Friuli (frioulan Çarvignan), Ruda (frioulan Rude), San Vito al Torre (frioulan Sant Vît de Tor) et Visco (frioulan Visc).

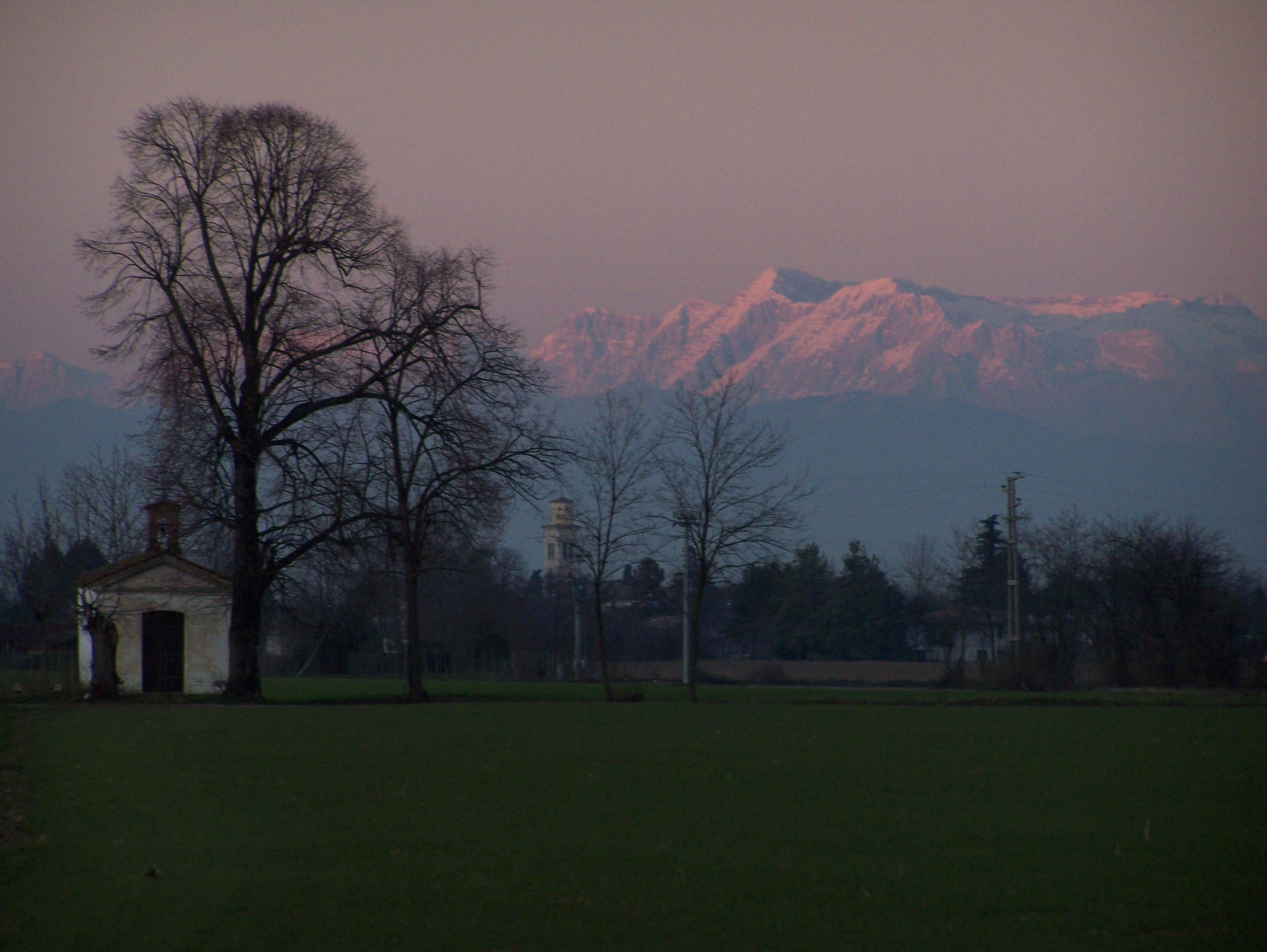
La chapelle de la Madone de Colorêt.

### Hameau
La commune comporte un hameau (frazione), Joannis (Uànis, en frioulan), dont est originaire le footballeur et entraîneur Enzo Bearzot. Il y a également deux petites localités : Novacco (frioulan : Nauac) et Uttano (frioulan : Utàn).

## Administration
| Période                                  | Période  | Identité     | Étiquette                    | Qualité |
| ---------------------------------------- | -------- | ------------ | ---------------------------- | ------- |
| 9 avril 2006<!                           | -2004→ - | Renato Nuovo | Parti populaire sud-tyrolien |         |
| Les données manquantes sont à compléter. |          |              |                              |         |

## Démographie
Aiello del Friuli compte 889 foyers. En 2009, la population s'élève à 2 234 habitants, dont 51,8 % de femmes et 48,2 % d'hommes.
| 1921  | 1931  | 1936  | 1951  | 1961  | 1971  | 1981  | 1991  | 2001  |
| ----- | ----- | ----- | ----- | ----- | ----- | ----- | ----- | ----- |
| 2 432 | 2 195 | 2 184 | 2 640 | 2 324 | 2 283 | 2 228 | 2 220 | 2 180 |

| 2004  | 2005  | 2007  | 2008   | 2009   | - | - | - | - |
| ----- | ----- | ----- | ------ | ------ | - | - | - | - |
| 2 229 | 2 222 | 2 217 | 2 231, | 2 234, | - | - | - | - |

## Histoire
Le site est occupé depuis les temps protohistoriques, comme en témoigne le Castelliere de l'âge du bronze, dans le quartier de Novacco. Le nom d'Aiello del Friuli viendrait du latin agellus, petit champ, bien que d'autres étymologies le font dériver de sacellum, petit sanctuaire. Le toponyme indique l'origine romaine du village, remontant probablement aux décennies suivant la fondation d'Aquilée (en 181 av. J. C.), mais les premiers documents faisant mention du village datent du 13 décembre 1202. Entre 1420 et 1516, le village fait partie de la république de Venise, puis, de 1516 à 1918, comme les autres communes du mandement de Cervignano del Friuli, de l'empire des Habsbourg, sous la domination des comtes-princes de Gorizia et Gradisca. À la fin de la Première Guerre mondiale, le village revient au royaume d'Italie, en même temps que les terres irrédente de Trieste et Trente. Le territoire de Cervignano del Friuli est alors rattaché, en 1923, à la province d'Udine, rompant alors un lien historique avec celle de Gorizia. Cependant, Aiello del Friuli et les communes voisines restent dans l'archidiocèse de Gorizia. À l'ère fasciste, en 1927, la municipalité indépendante de Joannis, qui compte alors 650 habitants, est fusionnée avec Aiello del Friuli.

## Transports
L'autoroute A4 (Serenissima) Turin-Trieste traverse le territoire d'Aiello del Friuli au nord de la commune. L'échangeur le plus proche est à Palmanova, à environ 7 km.
À environ 7 km, il y a une gare ferroviaire, à Cervignano del Friuli, sur la ligne Mestre-Trieste.
L'aéroport le plus proche est celui de Trieste Frioul (Ronchi dei Legionari), à 9,3 km[réf. nécessaire]

## Personnalités originaires de la commune
La personnalité la plus connue d'Aiello del Friuli est le footballeur italien Enzo Bearzot (né en 1927). Il est ailier dans l'équipe d'Italie championne du monde en 1982, en Espagne. Né à Joannis, il commence à jouer dans l'équipe du village (S. P. Aiello), puis au Pro Gurize, comme défenseur central, avant de gagner l'Inter de Milan, Catane et Turin. Après la fin de sa carrière de joueur, il devient entraîneur.
À Aiello del Friuli sont également nés Roberto Dipiazza, maire de Muggia, puis de Trieste, ainsi que Orlando Dipiazza, musicien, compositeur et chef de chœur, et Fulvio Zuccheri, joueur de football.

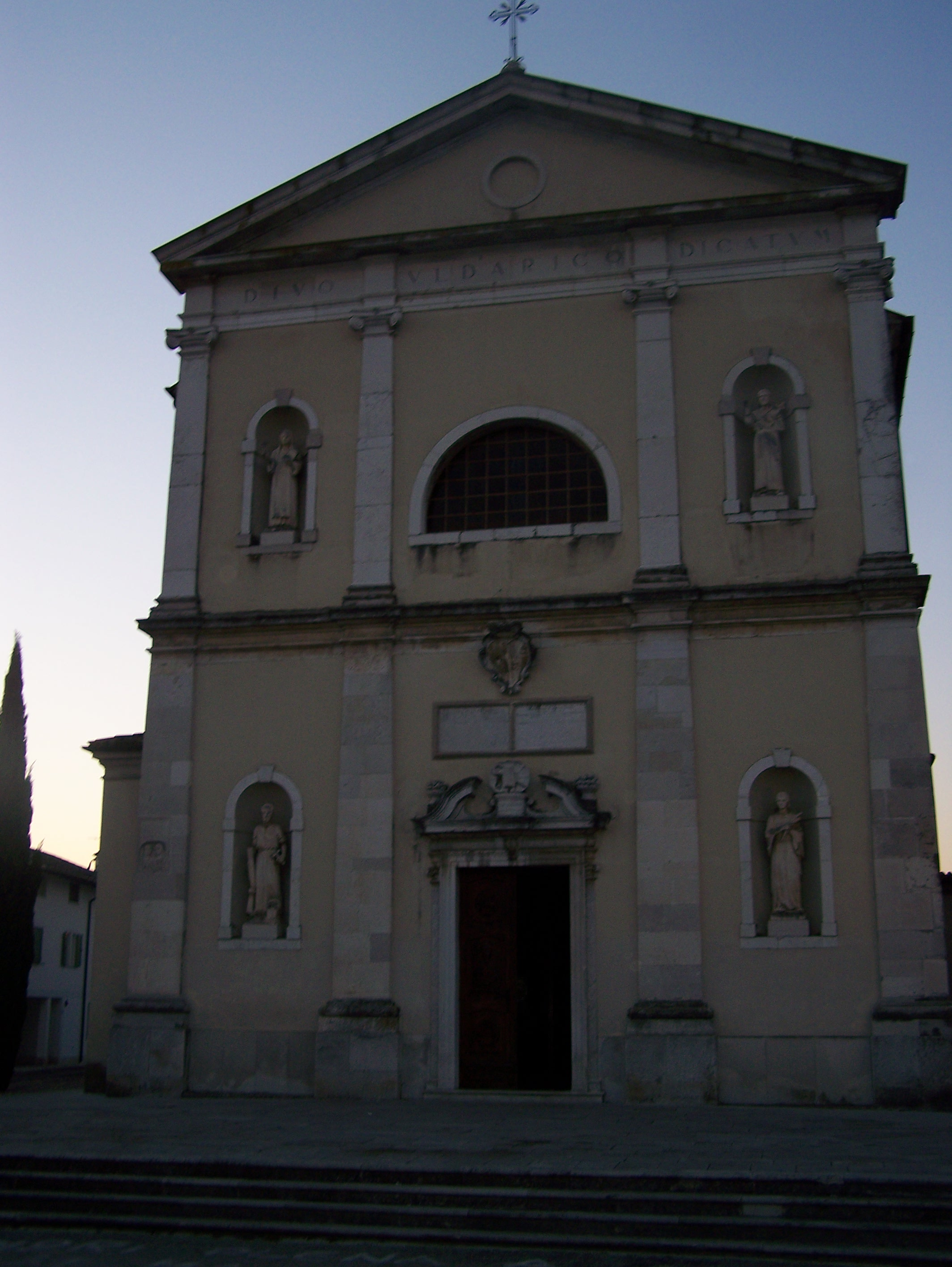
Église Saint Ulrich.

## Monuments
L'église paroissiale Saint Ulrich date de 1691. Sa façade, ornée de pilastres, comporte quatre niches contenant chacune une statue. La coupole est décorée de fresques en 1900, par Clemente Delneri, de Gorizia. L'ensemble conventuel de Saint Dominique est constitué d'une église, dont la construction commence en 1716, du clocher et du couvent, maintenant reconverti en habitations. Les villas sont dignes d'intérêt. Cinq d'entre elles sont visibles dans la ruelle Pascut, la villa de Fin-Teuffenbach et la villa Perinello-de Galateo, toutes deux des années 1700, la villa Attems-Peteani, de 1795, la villa Parisi, en face de la précédente, et, à l'extrémité de la ruelle, la villa Michieli, des années 1800. Le Musée de la civilisation paysanne du Frioul oriental (Museo della Civiltà Contadina del Friuli Orientale), propriété de la famille Formentini, présente plus de 20 000 objets agricoles et souvenirs divers de la vie du Frioul habsbourgeois. À côté de celui-ci, on peut voir le Château de Lontana, une construction de la fin du Moyen Âge.
À Joannis, on peut voir le palais Strassoldo-Frangipane. Les moulins, bien que mal conservés, sont également d'un intérêt certain. Ils portent les noms de leurs anciens propriétaires (par exemple, Tininin, Sardon et Miceu). Toujours à Joannis, l'église Sainte Agnès est édifiée entre 1742 et 1749. On y trouve aussi la Centa, de type rural, remontant au XVe siècle.

## Tourisme
Depuis quelque temps, Aiello del Friuli est connu comme le village des cadrans solaires, nombre de ceux-ci ayant été installés sur les murs. Un itinéraire permet de les admirer. À partir de mai 2008, Aiello del Friuli connait une affluence touristique importante liée à l'ouverture du Outlet Village de Palmanova, un ensemble de magasins d'usine.
Le village comporte un gîte, la Maison médiévale du meunier (Casa medievale del mugniao), datant de 1300.
On peut pratiquer l'équitation dans la commune.

## Culture
À Aiello del Friuli, l'animation culturelle est assurée par la Commission de la bibliothèque municipale (Commissione della Biblioteca Comunale), la Commission municipale d'histoire (Commissione Comunale di Storia), unique en son genre dans la région Frioul-Vénétie Julienne et la Commission consultative de la jeunesse d'Aiello et Joannis (Consulta dei Giovani di Aiello e Joannis).

### Langue
À Aiello del Friuli et Joannis, on parle le frioulan de Gorizia, avec une terminaison des mots en -a (la cjasa, li' cjasis), comme c'est aussi le cas à Cervignano del Friuli et Ruda. Par contre, à Bagnaria Arsa, San Vito al Torre et Visco, les mots se terminent en -e. Il n'y a pas de différences majeures entre les parlers d'Aiello del Friuli et de Joannis. Dans ce dernier hameau, le chef-lieu est dit Deel.

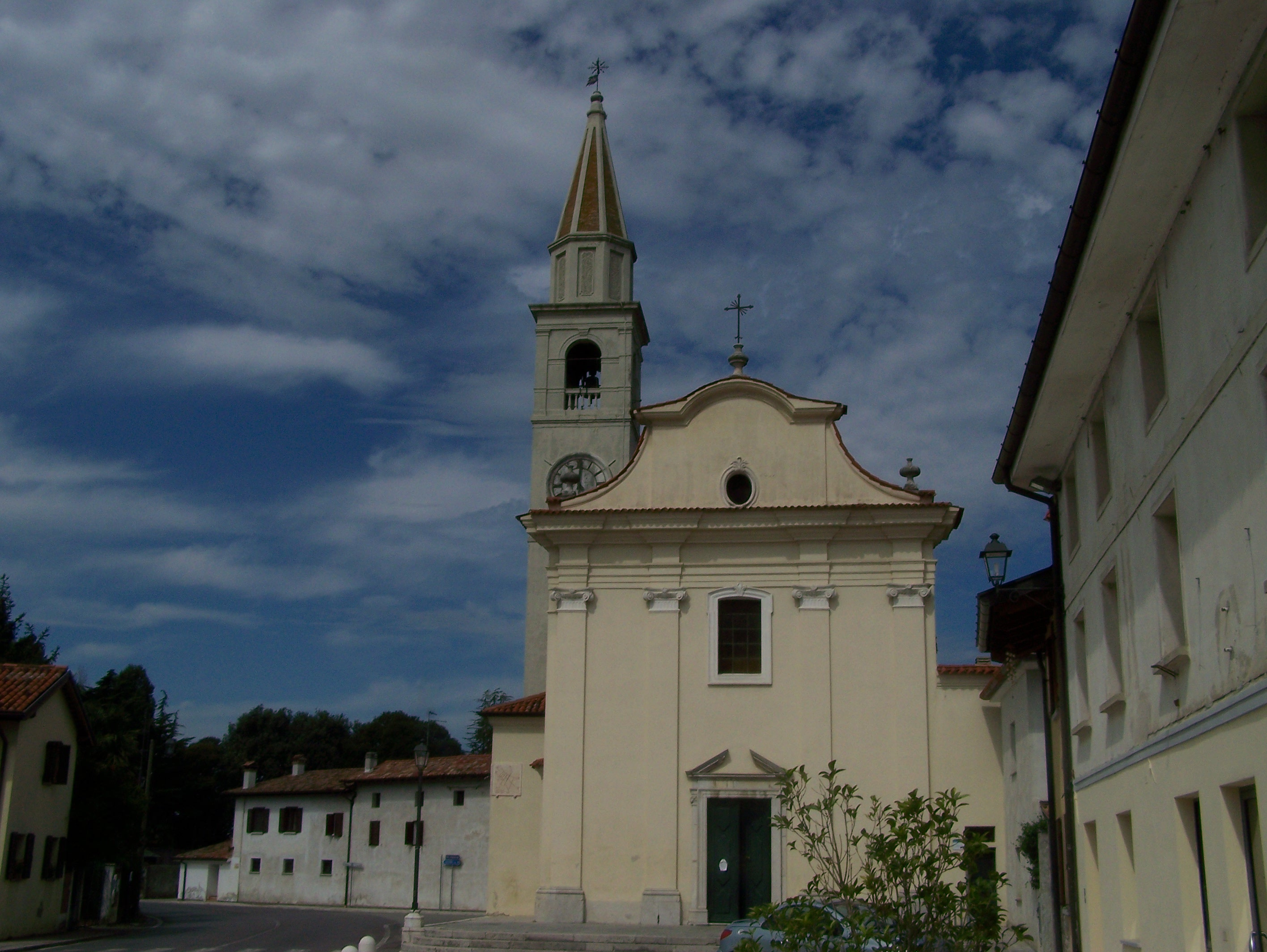
Église paroissiale Sainte Agnès, à Joannis.

## Fêtes, foires
Le saint patron d'Aiello del Friuli est Saint Ulrich (Sant Duri), fêté le 4 juillet. Le premier dimanche après le 4 novembre a lieu, depuis près de 200 ans, la Foire de Saint Charles. Le premier dimanche de juin, une fête, créée récemment, a pour thèmes les cadrans solaires. Enfin, la patronne de Joannis, Sainte Agnès[Lequel ?], est commémorée le premier dimanche après le 21 janvier.
On peut aussi mentionner la Fête de Saint Dominique, au bourg des Frati, et la Fête de printemps, organisée par la section locale des donneurs de sang, le premier dimanche de mai, au moulin de Novacco.

## Société

### Sports
Le club sportif le plus important d'Aiello del Friuli est celui de football, la Société polysportive d'Aiello (SPA), fondée en 1918, qui joue en 2e catégorie depuis 2000. Au début des années 1990, il participe au championnat régional de promotion. Un de ses joueurs les plus importants est Bruno Macuglia, qui joue à Trivignano, Bassano et Mogliano Veneto, avant de rejoindre la SPA.
Il y a également l'Aiello Basket et une équipe de volley-ball féminine, Aiello Volley, de création récente, qui évolue (2010) au niveau régional. Le club de bowling Società Bocciofila di Aiello organise des tournois et compétitions. L'équipe de football féminin à cinq, New Team of 7 Fighters, remporte le championnat régional durant la saison 2008-2009.
Depuis plusieurs années, une compétition cycliste, le Tour féminin du Frioul (Giro del Friuli Femminile), a son départ et son arrivée à Aiello. En 2009, elle se court en catégorie Elite féminine et est remportée par Tatiana Guderzo, qui devient, un mois plus tard, championne du monde sur route. Le Tour est organisé par le club local, le Moser Club Aiello, qui regroupe les cyclistes du village.
Aiello possède un terrain de sport (Arbeno Vrech) et un gymnase, utilisé par les scolaires. Une nouvelle zone sportive, située à mi-chemin d'Aiello et Joannis, en construction en 2010, comprend un terrain de football et des courts de tennis.

### Mouvement associatif
L'association ProLoco di Aiello e Joannis assure la coordination des grandes manifestations du village. Celles-ci sont organisées par le Comité d'initiative local de Joannis (Comitato Iniziative Locali di Joannis), le Cercle culturel Navarca (Circolo Culturale Navarca), la Compagnie théâtrale Instabile de Joannis et les Amis du monde (Amici del Mondo).

## Économie
L'économie, jadis dominée par l'agriculture et la viticulture, est maintenant marquée par le développement industriel, lié à l'implantation d'entreprises artisanales, notamment de fabrication de meubles (chaises), dans deux zones d'activité, à Jonannis et à Visco, bien desservies par l'autoroute A4. Les activités agricoles ne sont plus présentes qu'à Joannis.

## Environnement
Aiello del Friuli est entouré par une réserve naturelle. La faune comprend le chevreuil, le lièvre, le héron et le faisan. La flore est dominée par le peuplier.